# GT Cube
GT Cube é um Jogo de videogame do gênero de corrida desenvolvido e publicado pela MTO para o Nintendo GameCube da empresa japonesa Nintendo. Sendo lançado em 20 de junho de 2003 no Japão. O jogo foi "re-formulado" com o GT Pro Series em 2006 para o console Wii.